# Episodi di Teen Titans Go! (serie animata) (seconda stagione)
La seconda stagione di Teen Titans Go! è stata trasmessa su Cartoon Network negli Stati Uniti d'America a partire da aprile 2014, in Italia nel 2015.
| n. | Titolo originale                           | Titolo italiano              | Prima TV originale | Prima TV italiana |
| -- | ------------------------------------------ | ---------------------------- | ------------------ | ----------------- |
| 1  | Mr. Butt                                   | Sorelle per la pelle         | 12 giugno 2014     | 9 febbraio 2015   |
| 2  | Man Person                                 | Più duro del tosto           | 19 giugno 2014     | 9 febbraio 2015   |
| 3  | Pirates                                    | Il pirata                    | 26 giugno 2014     | 10 febbraio 2015  |
| 4  | Money Grandma                              | Nonna dollaro                | 3 luglio 2014      | 17 febbraio 2015  |
| 5  | I See You                                  | Io ti vedo                   | 24 luglio 2014     | 10 febbraio 2015  |
| 6  | Brian                                      | Il cervello di Brian         | 31 luglio 2013     | 11 febbraio 2015  |
| 7  | Nature                                     | Il richiamo della foresta    | 7 agosto 2014      | 11 febbraio 2015  |
| 8  | Salty Codgers                              | Quei simpatici vecchietti    | 14 agosto 2014     | 12 febbraio 2015  |
| 9  | Knowledge                                  | Sapere è potere              | 21 agosto 2014     | 12 febbraio 2015  |
| 10 | Slumber Party                              | Pigiama party                | 28 agosto 2014     | 19 febbraio 2015  |
| 11 | Love Monsters                              | Baci e abbracci              | 4 settembre 2014   | 13 febbraio 2015  |
| 12 | Baby Hands                                 | Mani da neonato              | 11 settembre 2014  | 13 febbraio 2015  |
| 13 | Caramel Apples                             | Mele caramellate             | 18 settembre 2014  | 16 febbraio 2015  |
| 14 | Sandwich Thief                             | Ladro di sandwich            | 25 settembre 2014  | 17 febbraio 2015  |
| 15 | Friendship                                 | Il potere dell'amicizia      | 2 ottobre 2014     | 18 febbraio 2015  |
| 16 | Vegetables                                 | W le verdure                 | 9 ottobre 2014     | 18 febbraio 2015  |
| 17 | The Mask                                   | La bellezza di Robin         | 16 ottobre 2014    | 19 febbraio 2015  |
| 18 | Serious Business                           | Faccende serie               | 23 ottobre 2014    | 20 febbraio 2015  |
| 19 | Halloween                                  | Lo spirito di Halloween      | 30 ottobre 2014    | 16 febbraio 2015  |
| 20 | Boys vs. Girls                             | Maschi vs femmine            | 6 novembre 2014    | 23 febbraio 2015  |
| 21 | Body Adventure                             | Titans, si è ristretto Robin | 13 novembre 2014   | 23 febbraio 2015  |
| 22 | Road Trip                                  | Viaggio in auto              | 20 novembre 2014   | 24 febbraio 2015  |
| 23 | Thanksgiving                               | Il Ringraziamento            | 26 novembre 2014   | 20 febbraio 2015  |
| 24 | The Best Robin                             | Il Team Robin                | 4 dicembre 2014    | 24 febbraio 2015  |
| 25 | Mouth Hole                                 | A suon di fischi             | 8 gennaio 2015     | 25 febbraio 2015  |
| 26 | Hot Garbage                                | Un mondo di spazzatura       | 15 gennaio 2015    | 25 febbraio 2015  |
| 27 | Robin Backwards                            | Robin al contrario           | 22 gennaio 2015    | 15 settembre 2015 |
| 28 | Crazy Day                                  | Il pazzi-pazzi day           | 29 gennaio 2015    | 15 settembre 2015 |
| 29 | Smile Bones                                | Essere in linea              | 5 febbraio 2015    | 15 settembre 2015 |
| 30 | Real Boy Adventures                        | Il ragazzo in carne e ossa   | 12 febbraio 2015   | 15 settembre 2015 |
| 31 | Hose Water                                 | Acqua dal tubo               | 19 febbraio 2015   | 16 settembre 2015 |
| 32 | Let's Get Serious                          | Siate seri                   | 26 febbraio 2015   | 17 settembre 2015 |
| 33 | Tamaranian Vacation                        | Vacanze a Tamaran            | 5 marzo 2015       | 17 settembre 2015 |
| 34 | Rocks and Water                            | La gelosia                   | 12 marzo 2015      | 18 settembre 2015 |
| 35 | Multiple Trick Pony                        | La sfida                     | 19 marzo 2015      | 18 settembre 2015 |
| 36 | Truth, Justice, and What?                  | L'importanza della pizza     | 26 marzo 2015      | 21 settembre 2015 |
| 37 | Two Bumble Bees and a Wasp                 | Due api ronzanti e una vespa | 2 aprile 2015      | 22 settembre 2015 |
| 38 | Oil Drums                                  | La scomparsa del telecomando | 9 aprile 2015      | 22 settembre 2015 |
| 39 | Video Game References                      | La stanza dei videogiochi    | 16 aprile 2015     | 29 settembre 2015 |
| 40 | Cool School                                | I veri amici                 | 23 aprile 2015     | 29 settembre 2015 |
| 41 | Kicking a Ball and Pretending to Be Hurt   | Giochiamo a pallone          | 30 aprile 2015     | 6 ottobre 2015    |
| 42 | Head Fruit                                 | Il cervello di Bibi          | 7 maggio 2015      | 6 ottobre 2015    |
| 43 | Yearbook Madness                           | Follia da annuario           | 14 maggio 2015     | 16 settembre 2015 |
| 44 | Beast Man                                  | Bibi si trasforma in uomo    | 29 giugno 2015     | 21 settembre 2015 |
| 45 | Operation Tin Man                          | Operazione Uomo di Latta     | 30 giugno 2015     | 13 ottobre 2015   |
| 46 | Nean                                       | Brattiva                     | 1º luglio 2015     | 13 ottobre 2015   |
| 47 | Campfire Stories                           | Storie da paura              | 2 luglio 2015      | 20 ottobre 2015   |
| 48 | And the Award for Sound Design Goes to Rob | Volume zero                  | 3 luglio 2015      | 3 novembre 2015   |
| 49 | The HIVE Five                              | Giornata di riposo           | 27 luglio 2015     | 20 ottobre 2015   |
| 50 | The Return of Slade                        | Il clown                     | 28 luglio 2015     | 27 ottobre 2015   |
| 51 | More of the Same                           | Anno nuovo, vita... solita   | 29 luglio 2015     | 27 ottobre 2015   |
| 52 | Some of Their Parts                        | Il lato migliore             | 30 luglio 2015     | 3 novembre 2015   |

## Sorelle per la pelle
Stella Nera arriva dai Titans. Stella è entusiasta ma il tutto è solo un piano della sorella che, evasa da una prigione spaziale e inseguita dalle guardie, farà catturare Stella al suo posto.

## Più duro del tosto
Dopo un incidente avuto in uno scontro con Megablock BB rimane con una cicatrice. Vedendo la tostessa di Cyborg che ha ricevuto il suo corpo robotico dopo aver perso parti del corpo, BB decide di voler fare come lui, modificando il corpo con parti robotiche.

## Il pirata
BB è geloso perché Corvina comincia ad uscire con Aqualad.

## Nonna dollaro
Sì avvicinano le elezioni per eleggere il leader. Robin diventa frenetico e per insegnargli come dovrebbe essere un vero leader Corvina richiama dal passato George Washington che, sfidato da Robin, gareggerà contro di lui per il ruolo di leader dei Titans.

## Io ti vedo
Robin decide di fare un finto appostamento per stare da solo con Stella e riuscire finalmente a baciarla. Nel frattempo Cyborg e BB decidono di scoprire un segreto che Corvina sembra nascondere.

## Il cervello di Brian
I Titans vengono catturati da Brain e da lui privati dei loro poteri. I loro "piccoli amici" decidono così di correre al loro salvataggio.

## Il richiamo della foresta
B.B. perde il suo potere di trasformarsi in animali e decide quindi di trascorrere un periodo a contatto con la natura per riottenere il suo istinto animale. Titolo dell'episodio citato all'omonimo romanzo di Jack London.

## Quei simpatici vecchietti
Durante un combattimento contro Mad Mod, Corvina se ne approfitta per trasformare i suoi compagni in anziani, che lei adora.
Curiosità:
Mad Mod è ispirato ad Elton John e durante la canzone di Morte compaiono i nomi Jason Todd e Thomas Wayne.

## Sapere è potere
Stella non capisce i modi di dire terrestri e Corvina le da quindi una collana che la fa diventare intelligente. Però le cose si complicano.

## Pigiama party
Cyborg ha paura del buio per un trauma subito da piccolo: gli amici lo avevano fatto giocare a Scary Terry. I Titans organizzano quindi un pigiama party per fargli vincere questa sua paura.

## Baci e abbracci
Corvina affida i "Gemelli distruttori di Azarath" ai Titans. Essi si nutrono di affetto. Il problema è che Stella non riesce a non essere affettuosa.

## Mani da neonato
I Titans prendono in giro Robin per le sue mani che loro trovano da neonato. Durante una missione Fratello Blood riesce a cancellare loro la memoria ad eccezione di un euforico Robin che avrà così l'occasione di farsi rispettare come capo.

## Mele caramellate
Trigon sta distruggendo Jump City perché Corvina non gli ha fatto un regalo per la festa del papà. Cyborg, Robin e B.B. vengono spediti nelle profondità del pianeta.
Curiosità:
Scheletri vestiti di Mario e Luigi, personaggi di Super Mario, sono visibili nel vuoto in cui vengono mandati Robin, B.B. e Cyborg.

## Ladro di sandwich
Robin si spaventa quando il suo adorato sandwich è andato nel futuro e dà la colpa al se stesso del futuro. Il sandwich, però, è fuggito dal Robin del futuro e così Robin e i Titans lo devono fermare in quanto ha acquisito vita propria.

## Il potere dell'amicizia
Control Freak spedisce i Titans dentro un episodio di Pretty pretty Pegasus.

## W le verdure
B.B. convince i Titans a mangiare le verdure. Solo che dopo averne mangiate in gran quantità diverranno degli zombie completamente verdi e affamati di verdure.
Curiosità:
Cyborg imita Braccio di Ferro e Verdurator è una parodia di Terminator.

## La bellezza di Robin
Durante una missione Robin perde la maschera. A causa di questo avvenimento gli altri Titans si ossessionano col voler vedere il suo vero volto. Robin, per nascondere la sua identità, li ha ingannati e ha nascosto la vera identità con un'altra maschera.
Curiosità:
Quando Robin distrugge l'astronave aliena con la sua bellezza è una parodia del film Zoolander, nella scena in cui il protagonista ferma un'arma lanciata contro di lui mostrando il suo viso.

## Faccende serie
Robin è arrabbiato perché gli altri Titans rimangono in bagno per tanto tempo facendo attività che lui considera superflue ma per loro importanti. Decide così di installare un dispositivo che dopo 5 minuti fa esplodere il bagno.

## Lo spirito di Halloween
Corvina è entusiasta perché è Halloween ma i Titans si reputano troppo grandi per aver paura. Essa invoca così lo spirito di Halloween che li fa tornare bambini.

## Maschi vs femmine
Robin, Cyborg e B.B. sfidano Stella e Corvina a delle sfide per stabilire se i migliori siano i maschi o le femmine. Episodio citato all'omonimo film italiano del 2010.

## Titans, si è ristretto Robin
Cyborg si ammala e Robin decide così di far diventare lui e gli altri piccoli per introdursi nel corpo dell'amico e sconfiggere i virus. Ma l'avventura in un corpo non si rivelerà così fantastica come Robin pensava.
Curiosità:
Questo il titolo dell'episodio è una parodia del film Tesoro, mi si sono ristretti i ragazzi.

## Viaggio in auto
Cyborg ha migliorato la sua auto e decide così di fare un viaggio con tutti per inaugurarla.

## Il Ringraziamento
Per la cena del ringraziamento Robin vuole che tutto sia perfetto visto che ci sarà anche il suo capo Batman. L'arrivo di Trigon e gli altri Titans gli renderanno la vita difficile.

## Il Team Robin
Alla torre dei Titans arrivano le altre versioni di Robin. Gli altri Titans si approfitteranno del loro voler dimostrare di essere ognuno migliore dell'altro per fare la bella vita.

## A suon di fischi
Essendo l'unico tra i Titans a non saper fischiare Robin va su consiglio di Corvina sulla montagna di Gomera in cerca del maestro dei fischi (una teiera) per imparare Ma gli H.I.V.E stava per distruggere i Teen Titans...
Curiosità:
Il maestro dei fischi è chiaramente ispirato alla teiera parlante (Mrs. Bric) del cartone La Bella e la Bestia.

## Un mondo di spazzatura
BB ha problemi nel gettare qualsiasi cosa gli appartenga e a causa di ciò la sua stanza è così sporca che entrando in un cumulo di spazzatura si entra in un mondo a parte nel quale BB si rifugia per scappare dagli altri che lo inseguono per farlo ragionare.

## Robin al contrario
Durante una missione i Titans incontrano Nibor, la versione di Robin facente parte di un mondo parallelo dove tutto è il contrario di tutto, BizzarroWorld. Nibor è scappato dal suo mondo perché i Titans non lo volevano più. Visto lo scompiglio che porta nella torre Robin decide di raggiungere l'altro mondo per essere il capo dei Titans di quel mondo.

## Il pazzi-pazzi day
Corvina si sveglia col mal di testa e come se non bastasse gli altri Titans festeggiano il pazzi-pazzi day.

## Essere in linea
Cyborg e BB mangiano in continuazione e Robin li avverte che diventando troppo grassi le loro pance prenderanno vita. Non ci vuole infatti molto perché ciò si avveri.

## Il ragazzo in carne e ossa
I Titans hanno comprato una vasca idromassaggio ma Cyborg è triste perché essendo metà robot non può usarla. Corvina decide quindi di renderlo completamente umano.

## Acqua dal tubo
Cyborg e Stella diventano inseparabili e fanno giochi da bambini. Robin è preoccupato perché così facendo essi torneranno sempre più giovani e che la cicogna torni a riprenderseli.

## Siate seri
Durante una missione contro gli Hive essi vengono sconfitti dalla Young Justice prima ancora che Robin finisca il suo discorso intimidatorio. Aqualad dice poi a Robin che i Teen Titans non riescono a stare seri per un secondo. L'indomani Robin fa capire la stessa cosa agli altri Titans. Il gruppo decide così di cambiare aspetto e comportamento diventando estremamente seri.

## Vacanze a Tamaran
Per capire il segreto del carattere allegro di Stella i Titans vanno in vacanza su Tamaran, il suo pianeta. Ma la vita su questo pianeta non si rivelerà tanto piacevole per gli altri Titans.

## La gelosia
Quando i Titans scoprono che Terra esce con Aqualad, Beast Boy e Corvina decidono di sabotare il loro rapporto. Quando sembra che il piano sia riuscito i due si innamorano e...

## La sfida
I Titans incontrano Kid Flash che stupisce i Titans (tranne Robin) con la sua velocità. Robin decide allora di sfidarlo in una gara di corsa valevole per il ruolo di leader dei Titans.

## L'importanza della pizza
Per festeggiare la riuscita di una missione Robin ordina delle pizze. Dato però che ogni volta che la mangiano impazziscono e vanno fuori di testa Robin decide di vietar loro la pizza. Alla fine scoprirà che per i Titans la pizza è fondamentale.
Curiosità:
In questo episodio appare una parodia delle Tartarughe Ninja.

## Due api ronzanti e una vespa
Robin cerca di insegnare ai Titans il rispetto per i soldi e dice che la moneta e le banconote sono solo l'oggetto con cui il credito è rappresentato. Gli altri Titans si convincono quindi che qualunque cosa può essere usata come soldi e scelgono quindi gli insetti come valuta nazionale. Robin si ritrova così al verde mentre BB diventa milionario.

## La scomparsa del telecomando
I Titans perdono il telecomando della TV e decidono quindi di dedicarsi a diversi hobby. Dopo poco tempo i loro cervelli iniziano a degenerare perché non guardano più la TV. L'unico rimasto sano è Cyborg che ha il cervello più resistente grazie alla mole di programmi di qualità che vede da quando era piccolo. Con lo spirito della TV partirà in una missione per ritrovare il telecomando.
Curiosità:
Nell'episodio vengono nominate delle serie TV statunitensi: La signora in Giallo, Baby Sitter, A-Team, Super Vicky, Cose dell'altro mondo, Supercar, Magnum P.I., Hazzard, Vicini troppo Vicini, MacGyver, Il mio amico Ricky, Happy Days, Dexter, Casalingo Superpiù, Ralph Supermaxieroe, Segni particolari: Genio, Cuori senza età, ALF, I Robinson e Manimal.

## La stanza dei videogiochi
Robin ha ideato una nuova stanza per l'allenamento altamente tecnologica. In essa infatti si viene catapultati in un mondo fatto in 8 bit. Ognuno dei Titans sarà protagonista di una missione in un diverso videogioco quello di Stellarubia e un videogioco d 'avventura e raduna un intero esercito composto da un vecchio, un calamaro di terra, una ragazza e il suo pollo, bloob, scheletri e cavalieri di fuoco ma perde perché ha sprecato il tempo a ballare e il cattivo è riuscito a vincere e a conquistare il mondo, quello di B.B. e un gioco di attraversamento della strada si trasforma in rana così ha dieci vite ma perde anche lui la maggior parte delle vite le perde ha causa di investimenti, l'ottava perché è stato ucciso da un serpente e l'ultima non in strada infatti e riuscito a superarla trasformandosi in pollo ma appena fuori viene mangiato da un alligatore, quello di Corvina e un classico gioco di palline lei insieme a tre dei suoi cloni emotivi (rabbia, felicità e amorosa) sono personaggi un mostro mangia tutto quello che trova corvina vuole fermarlo ma dopo aver mangiato un limone diventa aggressivo e mangia Corvina rosa corvina e le altre due cercano di vendicare rosa ma viene uccisa insieme alle altre da la fidanzata del mostro, Cyborg in un gioco di nome cacciatore di torte guida verso il negozio ma poi un pazzo lo fa schiantare dopo una discussione il pazzo torna e spara a Cyborg ma muore ha causa di una bucca Cyborg arriva al negozio di torte e inizia a festeggiare ma il pazzo e riuscito a sopravvivere e arriva con il suo elicottero e distrugge la T-car e il negozio di torte e quello di Robin ha un gioco che consiste nel salvare una principessa inizia bene ma poi si gettano in un tubo pensando che ci sia un bonus ma che solo immondizia e muore.
Curiosità:
Corvina gioca in un gioco chiamato "Tizio Tondo" ed è simile a Pac-Man, Bibi gioca palesemente a Frogger e Robin gioca in un gioco chiamato "Salva la principessa" che è simile a Super Mario Bros.

## I veri amici
Rose Wilson evade di prigione. I Titans tentano di fermarla ma vengono sconfitti dalle sue battute sarcastiche su di loro. L'unica che riesce a controbatterle è Corvina. Le due diventano amiche. Mentre Robin trova un modo per provare che Rose non è dietro le sbarre Cyborg, Stella e BB (depressi dalle battute subite) seguono un corso per diventare cool.

## Giochiamo a pallone
I Titans scoprono le meraviglie del calcio. Vengono poi sfidati dai troll del calcio che intendono inculcare in ogni essere vivente questo sport.

## Il cervello di Bibi
BB tiene debole il suo cervello perché ha paura che fortificandolo con qualche hobby esso possa scappare. Nonostante ciò egli si dà al giardinaggio con risultati scarsi. Il giorno dopo, però, dal suo orecchio esce un ramo che diventa presto un grande albero.

## Follia da annuario
I Titans decidono di creare un annuario tutto loro. Robin, però, è irrequieto perché vuole essere il più popolare di tutti.

## Bibi si trasforma in uomo
I Titans vanno al cinema ma scoprono che il film che vogliono vedere è per adulti. Dopo essere tornati alla torre BB decide di sfidare i Titans a dirgli degli animali. Per sbaglio viene nominato l'uomo e BB si trasforma inspiegabilmente in un uomo di mezza età.

## Operazione Uomo di Latta
Cyborg è nella base degli H.I.V.E. per stare con Iella e Coso ne approfitta per chiedere un riscatto ai Titans, i quali cercheranno di salvare Cyborg nei modi più disparati. Nel frattempo Iella, stanca dei litigi tra Cyborg e Coso li rinchiude in una stanza per farli diventare amici.
Curiosità:
Questo il titolo dell'episodio è un citato all'Uomo di Latta, un personaggio de Il mago di Oz.

## Brattiva
Corvina dice le cose in faccia alla gente per evitare che esse facciano cose stupide e per questo si definisce "brattiva". Trigon le fa quindi un incantesimo per farla diventare brava. Nel frattempo Stella decide di sposarsi con un pentolone di chili.

## Storie da paura
Robin porta tutti i Titans al campeggio per raccontare storie di paura. B.B. racconta la storia di un boscaiolo che finisce con una disgustosa scimmia che mangia una cacolla, Stellarubia una storia penosa per poppanti di un gruppo di amici che incontra un fantasma ma poi fanno amicizia, Cyborg di una notte spaventosa di lui che guida e mangia noccioline ma poi sente alla radio che un pazzo uncinato e evaso dalla prigione così torna a casa e continua a mangiare noccioline ma riceve una chiamata terrificante chiama la polizia e si scopre che un tizio si nascondeva nel bagno di casa viene arrestato e poi dopo un processo viene incarcerato ce Robin di un appuntamento fallito. Però Corvina spaventa tutti con la storia di un demone.

## Volume zero
Corvina è stanca del chiasso che fanno gli altri Titans. Incontra poi la "Bisbigliatrice", uno spiritello che decide di accontentarla eliminando tutti i suoni del mondo. I Titans si ritrovano così in un mondo completamente muto, dove sono costretti a inventare loro stessi i suoni.
Stanchi del fastidio dei suoni da loro creati, i Titans si rivolgono alla Bisbigliatrice e la costringono a restituire i suoni del mondo.

## Giornata di riposo
Coso sta spiegando al resto degli H.I.V.E. un piano per distruggere i Titans. Durante la riunione Coso viene però interrotto dagli scherzi telefonici dei Titans ed esso, esasperato, dà quindi una giornata di riposo agli H.I.V.E. I Titans sono però di nuovo in agguato.

## Il clown
Per festeggiare la definitiva sconfitta di Sladow (il nemico principale nella serie originale) i Titans danno una festa con tanto di clown. Mentre Stella ha il terrore dei clown, Cyborg e BB non sono soddisfatti del clown scelto e decidono quindi di modificarlo grazie ad esperimenti scientifici. Involontariamente, lo trasformano così in un clown psicopatico che terrorizza i bambini.
Curiosità:
La paura di Stella verso il clown può far ricordare il romanzo It e le opere da esso derivate, come l'omonima miniserie del 1990, il film del 2017 e il suo seguito.

## Anno nuovo, vita... solita
È Capodanno ed i Titans sono entusiasti. Robin invece è arrabbiato perché è convinto che il veglione di Capodanno sarà un totale fallimento come l'anno scorso e che a causa di ciò trascorreranno un altro anno terribile come quello appena passato. Robin decide quindi di addestrarli affinché tutti i passi fondamentali del veglione siano un successo.
Curiosità:
I Titans cantano il Valzer delle candele.

## Il lato migliore
In un vecchio baule Bibi trova tanti ricordi del passato, tra cui il prisma che tempo addietro aveva diviso Corvina nelle sue cinque personalità nella scorsa stagione in i colori di corvina. 
Desideroso di formare una squadra che meglio corrisponda ai suoi canoni, Robin se ne impossessa e scinde gli altri Titans nelle loro cinque personalità e sceglie quella parte che meglio potrebbe figurare in battaglia. Il risultato è talmente perfetto che Robin quasi sente la nostalgia dei suoi amici nella loro completezza di cyborg viene scelto il lato da soldato, di bibi il lato da annoiato che serve per scudo umano, di corvina il suo lato rabbioso e di stellarubia anche lei rabbia.
Ipotizzando di formare egli stesso una squadra con le sue personalità, il ragazzo usa il prisma per scindersi ma i suoi lati sono follia, perfezionismo, paranoia, ossessivo e maniaco del controllo. I cinque Robin sono però ingestibili: uno di loro, tentando di distruggere il prisma, finisce per tirarlo inavvertitamente verso Silkie, il quale a sua volta si scinde nelle sue cinque personalità. I Silkie e i Robin ingaggiano una battaglia, al termine della quale si riesce finalmente a riunire Robin e Silkie.
Dopo che Cyborg afferma che loro sono migliori della somma delle loro parti, Bibi si impossessa del prisma e divide ancora Corvina: proprio mentre sta per baciare la parte romantica viene catturato dalla malvagia.